# Tellurate
Tellurate sind die Salze der Tellursäure (Orthotellursäure H6TeO6 und Metatellursäure H2TeO4) und enthalten das Orthotellurat(VI)-Anion TeO66− beziehungsweise das Metatellurat(VI)-Anion TeO42−. Auch die als Tellurite bezeichneten Salze der Tellurigen Säure (H2TeO3) werden nach den Nomenklaturregeln der IUPAC inzwischen als Tellurate(IV) mit dem Anion TeO32− bezeichnet.
Tellurate(VI) eignen sich gut als Oxidationsmittel, da sie leicht zu Telluraten(IV) reduziert werden können.

## Vorkommen
In der Natur kommen unter anderem mit Amesit (Tl3+2Te6+O6), Cuzticit (Fe3+2Te6+O6·3H2O) und Montanit (Bi3+2Te6+O6·nH2O) verschiedene Tellurate als Minerale vor.
In der Systematik der Minerale nach Strunz bilden die Tellurate zusammen mit den Sulfaten, Selenaten, Chromaten, Molybdaten und Wolframaten eine eigene Abteilung innerhalb der gleichnamigen Mineralklasse. In der Lapis-Systematik nach Weiß sind die Tellurate dagegen nicht eigenständig und finden sich innerhalb der Abteilung der Sulfite, Selenite und Tellurite, die zur Mineralklasse der Oxide und Hydroxide gehören.

## Darstellung
Tellurate können außer durch Fällung aus wässriger Lösung, beispielsweise über:
{\displaystyle {\ce {H6TeO6 + 2 NaOH -> Na2H4TeO6 + 2 H2O}}}
ebenfalls durch Extraktion aus erkalteten Alkalischmelzen gewonnen werden:
{\displaystyle {\ce {H6TeO6 + 6 NaOH ->[570 K][] Na6TeO6 + 6 H2O}}}
Auch durch Umsetzung von Metalloxiden mit den Anhydriden der Orthotellursäure (Tellurtrioxid TeO3) und Tellurigen Säure (Tellurdioxid TeO2) in Salzschmelzen bei Temperaturen oberhalb von 700 °C können Tellurate dargestellt werden.